# Miliærtuberkulose
Miliærtuberkulose (ikke militærtuberkulose) betegner en form for tuberkulose hvor mange af legemets organer samtidig er angrebet.